# 迪马普尔
迪马普尔（Dimapur），是印度那加兰邦Dimapur县的一个城镇。总人口107382（2001年）。

## 人口
该地2001年总人口107382人，其中男性61595人，女性45787人；0—6岁人口13489人，其中男6931人，女6558人；识字率71.36%，其中男性为75.56%，女性为65.71%。